# Simon Péter (pedagógus)
Simon Péter (Pécs, 1968. február 12. –) Rátz Tanár Úr-életműdíjas matematika–fizika szakos tanár, több fizikatankönyv szerzője.

## Életpályája
Az Eötvös Loránd Tudományegyetemen 1992-ben szerzett matematika-fizika szakos középiskolai tanári diplomát. Egy tanéven át budapesti Vajda János Gimnázium, majd 1993–1997 között a pécsi Széchenyi István Gimnázium és Szakközépiskola tanára volt. 1997-től a pécsi Leőwey Klára Gimnáziumban tanít.
Kiemelkedő tehetséggondozó munkát végez, diákjai rendszeresen a legrangosabb országos és nemzetközi versenyek élmezőnyében szerepelnek. Legsikeresebb tanítványa, Szabó Attila volt, aki 2009–2013 között mindent megnyert, amit fizikából egy diák Magyarországon és a nemzetközi versenyeken megnyerhet.
Tankönyvet írt és rendszeresen publikál a különféle szakmai folyóiratokban. Nagyon aktív feladatkitűző, a Középiskolai Matematikai és Fizikai Lapokban eddig (2019) közel száz feladata jelent meg. Tagja az Eötvös Loránd Fizikai Társulatnak, 1999–2003 között a Középiskolai Oktatási Szakcsoport vezetőségi tagjaként, 2003–2012 között pedig a Baranya Megyei Csoport titkáraként, tevékenykedett. 1999 óta szervezője Pécsett az Egy kis esti fizika című előadássorozatnak. 2012 óta a Mikola Sándor Országos Középiskolai Tehetségkutató Fizikaverseny Versenybizottságának vezetője, 2008-tól az Országos középiskolai tanulmányi verseny (OKTV) Fizika Bizottságának tagja. A Pécsi Tudományegyetemen fizika szakos tanárjelölteket oktat.

## Publikációi

### Könyvek
- Fizika 11. : a középiskolák számára, (társszerzőkkel), Budapest, Nemzeti Tankönyvkiadó, 2011, 260 oldal, ISBN 978-963-19-6265-9
- Fizika 11. : a középiskolák számára : emelt szintű kiegészítésekkel , (társszerzőkkel), Budapest, Nemzeti Tankönyvkiadó, 2012, 308 oldal, ISBN 978-963-19-6268-0
- Fizika a középiskolák 9. évfolyama számára, (társszerzőkkel), Budapest : Nemzedékek Tudása Tankönyvkiadó, 2013, 195 oldal, ISBN 978-963-19-7415-7
- Fizika a középiskolák 10. évfolyama számára , (társszerzőkkel), Budapest : Nemzedékek Tudása Tankönyvkiadó, 2014, 160 oldal, ISBN 978-963-19-7641-0
- Fizika 11. : a középiskolák 11. évfolyama számára, (társszerzőkkel), Budapest, Oktatáskutató és Fejlesztő Intézet, 2015, 152 oldal, ISBN 978-963-19-7883-4
- Fizika 11. : A középiskolák számára, (társszerzőkkel), Budapest, Oktatáskutató és Fejlesztő Intézet, 2015, 248 oldal, ISBN 978-963-19-7859-9
- Modern fizika : szakköri jegyzet, (társszerzővel), Paks, Szilárd Leo Tehetséggondozó Alapítvány, 2015, 144 oldal, → Katalóguscédula
- Fizika 11. : kísérleti tankönyv, (társszerzőkkel), Budapest, OFI, 2015, 131 oldal, ISBN 978-963-682-855-4
- Fizika feladatgyűjtemény középiskolásoknak, (társszerzőkkel), Budapest, OFI, 2015, 256 oldal, ISBN 978-963-19-7342-6
- Fizika 10. : a középiskolák számára : Emelt szintű képzéshez, (társszerzőkkel), Budapest, OFI, 2016, 198 oldal, ISBN 978-963-19-7887-2
- Fizika 11. : a középiskolák számára emelt szintű képzéshez, (társszerzőkkel), Budapest, Oktatáskutató és Fejlesztő Intézet, 2016, 231 oldal, ISBN 978-963-19-7934-3
- Fizika 12. : a középiskolák számára emelt szintű képzéshez, (társszerzőkkel), Budapest, Oktatáskutató és Fejlesztő Intézet, 2016, 198 oldal, ISBN 978-963-19-7887-2

### Folyóiratcikkek
- Egy rosszul irányzott tekintet, Népszabadság, 2001. április 9., → utánközlés (Ponticulus Hungaricus):
- A speciális relativitáselmélet alapjai konvekciós áramok elméleti vizsgálatával, Fizikai Szemle, 1998/6. szám, 210–212. oldal,
- A hétköznapi munka eredménye, Fizikai Szemle, 2002/7. szám, 225–228. oldal,
- József Attila és a fizika, Természet Világa, 2005/11. szám, 495–498. oldal
- Három, tömegközépponttal kapcsolatos probléma, Fizikai Szemle, 2006/6. szám, 195–197. oldal,
- Fizikatanárnak lenni jó, (társszerzőkkel), Fizikai Szemle, 2006/9. szám, 313–316. oldal,
- Fizikai mérések útközben, (társszerzőkkel), Fizikai Szemle, 2006/12. szám, 420–424. oldal,
- Most jön a tizedik, Fizikai Szemle, 2008/6. szám, 234. oldal,
- Hogyan élhetett Erdős Pál 2,5 milliárd évet?, Fizikai Szemle, 2009/1. szám, 11–14. oldal,
- Ilyen még nem volt, Fizikai Szemle, 2013/10. szám, 348–351. oldal,
- Az Euler-féle szám vizsgálata, Fizikai Szemle, 2014/3. szám 90–95. oldal,
- A Mikola-verseny első negyven éve, Fizikai Szemle, 2021/9. szám 316–322. oldal.
- A Mikola-verseny pécsi döntőjének három mérési feladatáról, Fizikai Szemle, 2021/10. szám 343–348. oldal.

## Kitüntetések, díjak
- Ericsson-díj (2001)
- Vándorplakett (2004)

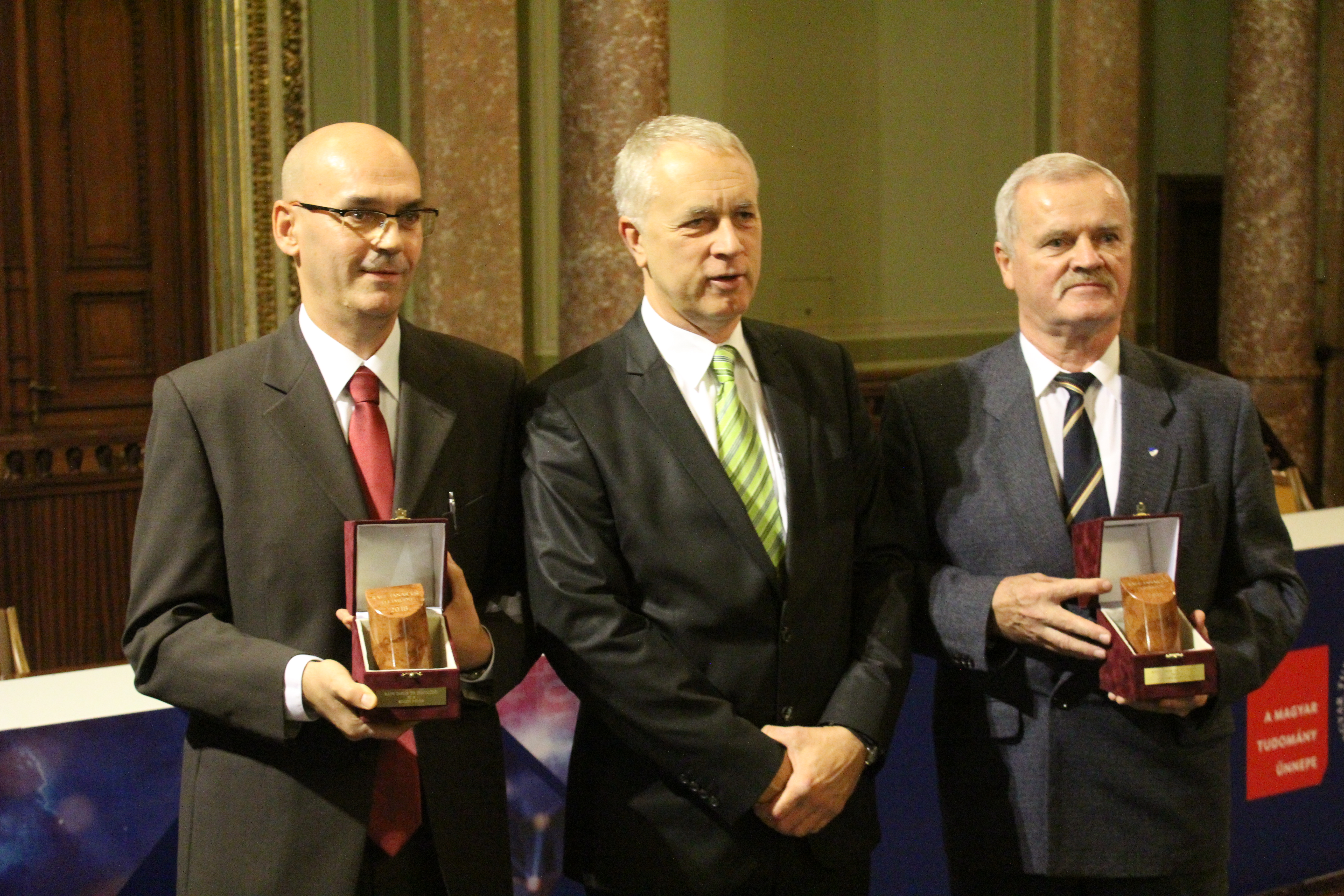
Simon Péter (balra) a Rátz Tanár Úr életműdíj átvételekor, mellette Éry Gábor és Zámborszky Ferenc

- Szilárd Leó tanári Delfin díj[1] (2004, 2008, 2011)
- Pécs Város Érdemes Tanára (2006)
- MOL Mester-M Díj (2018)
- Rátz Tanár Úr-életműdíj (2018)